# Курс (система сближения)

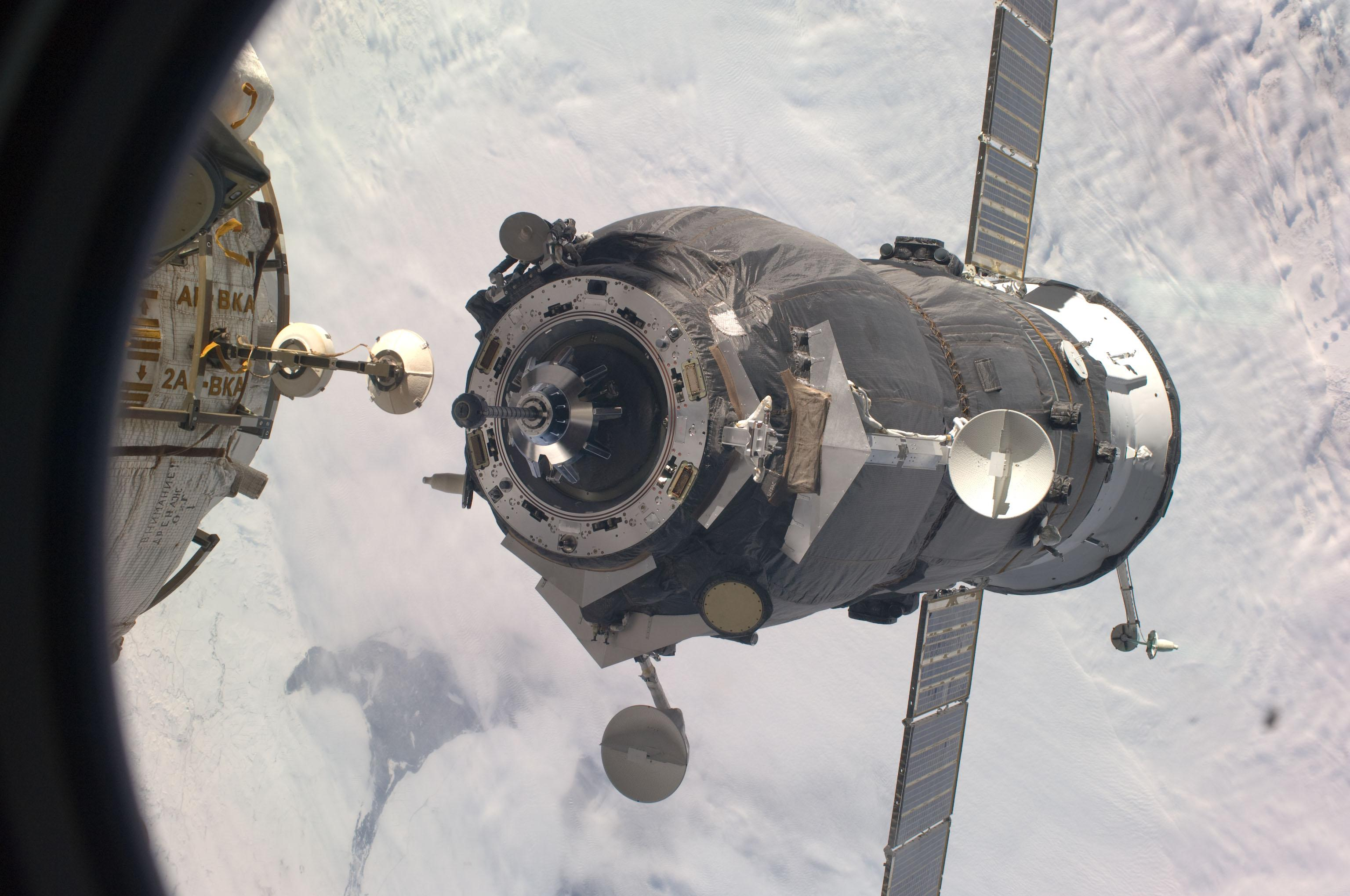
Вид из иллюминатора аппаратуры системы сближения «Курс» грузового корабля «Прогресс М-66»

Курс — радиотехническая система взаимных измерений параметров движения для поиска, сближения и стыковки космических аппаратов с орбитальной станцией. С 1986 года пришла на смену системе «Игла».
Разработчик научно-исследовательский институт точных приборов («НИИ ТП»). Производство Киевский радиозавод (ныне ПАО «Элмиз»); с 2002 года и по настоящее время Ижевский радиозавод. Системы «Курс» с комплектующими производства ПАО «Элмиз» летали до 2016 года.

## Конструкция
Система «Курс» состоит из аппаратуры «активного» корабля, который осуществляет все необходимые манёвры, и аппаратуры «пассивного» корабля (орбитальной станции), положение которого не управляется системой «Курс». Изначально аппаратура активного корабля именовалась «Курс-А», а орбитальной станции «Курс-П». На 2018 год разработано несколько вариантов и модернизаций аппаратуры активного корабля. Все эти модернизации совместимы с аппаратурой пассивной станции.
Главными особенностями новой системы стали отсутствие необходимости в развороте орбитальной станции, резервирование аппаратуры для повышения надежности, системы встроенного тест-контроля, андрогинность (измерение дальности и скорости на обоих КА), большие диапазоны измеряемых параметров, высокая точность, выдача необходимой информации для облёта.
Для аппаратуры «Курс» был разработан комплекс контрольно-испытательной аппаратуры, включавший в себя управляющий вычислительный комплекс на базе УВМ СМ-2М, имитаторы дальности, скорости, системы управления, углов и угловой скорости. Был построен уникальный стенд с двумя безэховыми камерами и камерами тепла-холода. Особо напряжённо шли работы по изготовлению и испытанию пассивного (устанавливаемого на орбитальной станции) комплекта 17Р65.

## История

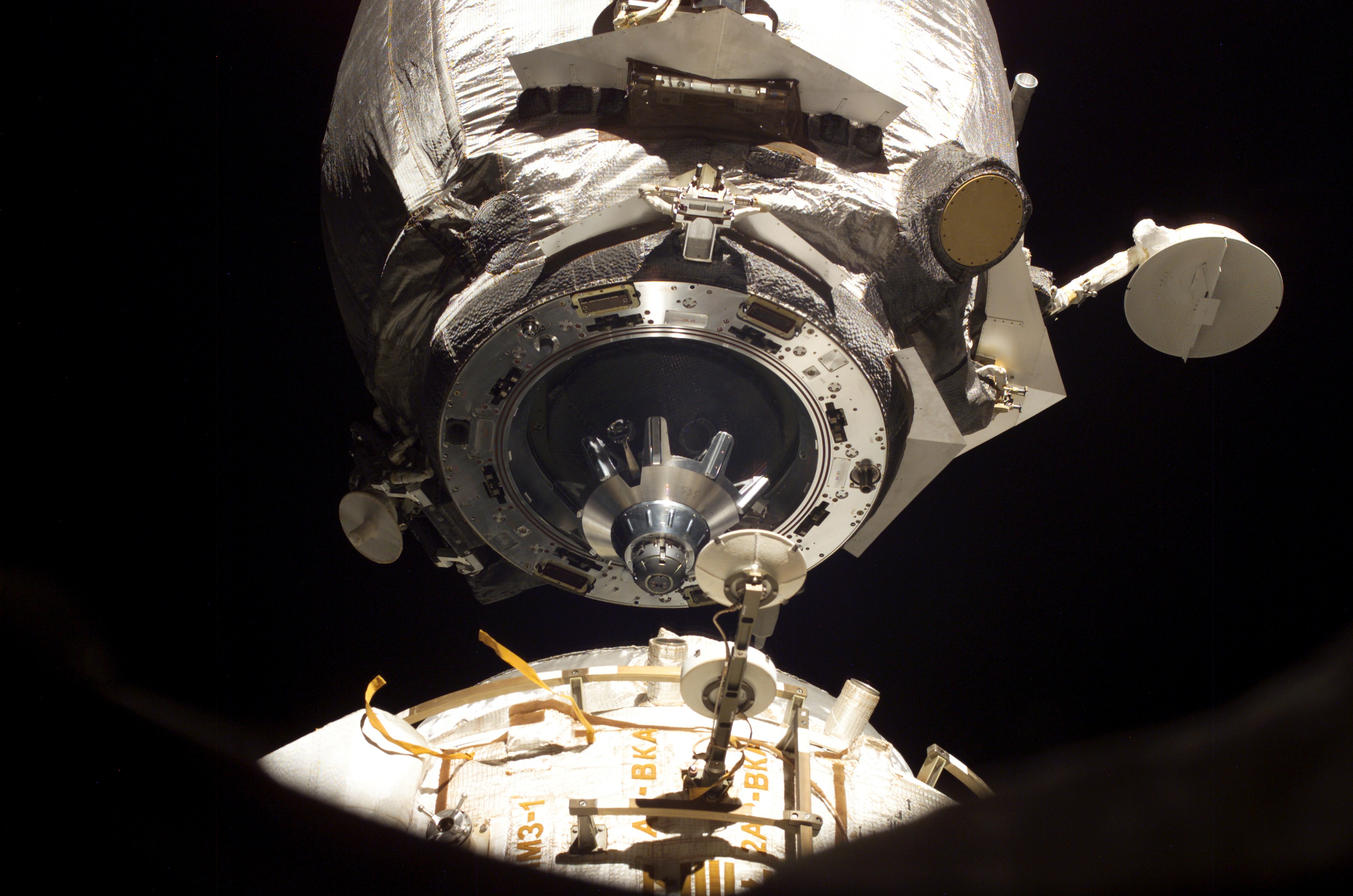
ТГК «Прогресс М-55» отстыковался от МКС. Справа крупным планом, обзорная антенна и аппаратура сближения

С начала 1970-х годов для независимого резервирования существовавшей тогда системы сближения «Игла» началась разработка системы взаимных измерений «Мера». В 1981—1984 годах «Мера» использовалась по программе «Салют-6». В 1979 году на базе отработанной сетки частот системы «Мера» была начата разработка второго поколения аппаратуры ВИСС, получившей название «Курс». Главные конструкторы:
- Моргулев А. С.;
- Сусленников В. В. c 1988 года;
- Медведев С. Б. с 2000 года; (главный конструктор[3] радиотехнических систем взаимных измерений НИИ ТП)

## Модификации
Аппаратура радиотехнической системы «Курс-А» изначально производилась на Украине (киевский «Элмиз»), с 2002 в России (ОАО «Ижевский радиозавод» и ОАО «НИИ ТП») с использованием компонентов «Элмиз». С 2016 года на кораблях «Союз» устанавливают полностью изготавливаемую в России систему «Курс-НА».
- «Курс-П» — комплект аппаратуры пассивной орбитальной станции. Устанавливался на станциях «Мир» и МКС.
- «Курс-А» — первоначальный комплект аппаратуры активного корабля. Устанавливался на кораблях серии «Союз ТМ», «Союз ТМА», «Союз ТМА-М», «Прогресс».
- «Курс-НА» — современный комплект аппаратуры активного корабля. Устанавливается на кораблях серии «Союз МС» и «Прогресс МС».
- «Курс-ATV» — комплект аппаратуры активного корабля для ATV.
- «Курс-35» — комплект аппаратуры для многоразового космического корабля «Буран».
- «Курс-О» — оптический канал системы «Курс», обеспечивающий причаливание на последних 30 метрах.
- «Курс-Н».

### «Курс-А»
В 1986 году состоялась первая стыковка с использованием аппаратуры «Курс» в составе корабля «Союз ТМ» (11Ф732А51 № 51).
Активная часть системы, получившая название «Курс-А», эксплуатировалась до 19 марта 2016 года, когда она обеспечила успешную стыковку пилотируемого корабля «Союз ТМА-20М». Её заменил новый комплект аппаратуры активного корабля «Курс-НА».
В 1996 году в связи с совершенствованием систем управления КА была осуществлена модернизация аппаратуры «Курс», заключающаяся в отказе от гиростабилизированной платформы узконаправленной антенны АСФ-ВКА. Это существенно повысило надёжность аппаратуры, упростило её изготовление. Существенной доработке подверглись и алгоритмы обработки угломерной информации в аппаратуре, повышена точность измерения углов крена.

### «Курс-ММ»
В 1994 году было принято решение, утверждённое руководством РКА, РКК «Энергия» и Научным-исследовательским институтом точных приборов (НИИ ТП) о разработке радиотехнической системы взаимных измерений ближнего действия «Курс-ММ» для автоматической стыковки КА. Основываясь на концепции использования на дальнем участке сближения автономной системы навигации GPS и межбортовой радиолинии, дальность действия «Курс-ММ» должна была составить 1-2 км. Созданию этой системы предшествовала научно-исследовательская работа (НИР), выполненная НИИ ТП по исследованию характеристик пеленгатора миллиметрового диапазона волн. Результаты НИР показали высокую точность угловых измерений оригинального фазового пеленгатора, предложенного Журавлевым В. Г.
К 1998 году были изготовлены и прошли полную наземную обработку (в том числе в составе модулей «Звезда» и «Заря») комплекты пассивной части «Курс-ММ» (171А2). Антенны разрабатывались в НИИ ТП, а приёмно-передающие модули в НПП «Салют» г. Нижний Новгород. На активную часть системы (171А1) была разработана конструкторская документация, но из-за отсутствия финансирования, автономной системы навигации и межбортовой радиолинии дальнейшие работы по «Курсу-ММ» были прекращены в 2000 году.

### «Курс-НА»
С 2003 года ведутся работы по созданию комплекса аппаратуры «Курс-НА» (НА — новая активная), предназначенной для замены активной части аппаратуры «Курс-А» на космических аппаратах. По сравнению с «Курс-А» аппаратура «Курс-НА» весит в два раза меньше, а энергопотребление снижено в три раза. Возможности системы управления обеспечивают стыковку с меньшей начальной дальности и в более узком секторе рабочих углов.
Особенностью новой аппаратуры является почти полный отказ от аналоговой обработки сигнала с выполнением всех функций микропроцессорами, введение в аппаратуру новой антенны АО-753А, представляющей собой малоэлементную антенную решётку с фазовым управлением. На больших расстояниях от станции для навигации теперь могут использоваться глобальные навигационные системы GPS и Глонасс.
Новая антенна будет выполнять функции антенны 2АО-ВКА и АКР-ВКА, входящих в аппаратуру «Курс». Контрольно-проверочная аппаратура для комплекса «Курс-Н» разрабатывается с решением многих задач обработки контрольной информации программными, а не аппаратными методами, что позволит существенно сократить вес, габариты и потребление новой КПА по сравнению с аналогичной аппаратурой для «Курса». Кроме того повышаются автоматизация и достоверность контроля.
Первое испытание новой системы прошло в ходе полёта ТГК «Прогресс М-15М». Первая попытка стыковки была неудачной. По словам руководителя полётом российского сегмента МКС Владимира Соловьёва, датчиковая аппаратура «Курса-НА» на достаточно больших расстояниях дала сбой. Контролирующие вычислительные машины на самом ТГК посчитали эту аппаратуру некондиционной и прекратили сближение с ОС МКС. Специалисты перепрограммировали ТГК перед второй попыткой стыковки, чтобы вычислительные машины корабля были готовы к разным неточностям, которые может дать аппаратура системы «Курс-НА». Успешная стыковка прошла в ночь с 28 на 29 июля 2012 года. Следующее испытание системы прошло в ходе полёта ТГК «Прогресс М-21М». Сближение проходило в автоматическом режиме, однако за 60 м до станции движение было прекращено. Процедура была завершена космонавтом Олегом Котовым.
Начиная с кораблей серии «Прогресс МС» (первый полет декабрь 2015 года) и «Союз МС» (первый полет июль 2016 года) система стала штатной, полностью заменив устаревшую «Курс-А», в том числе и в рамках программы импортозамещения (компоненты системы «Курс-А» производились на заводе «Элмиз», Украина). 

### «Курс-МКП»
«Курс-МКП» — двухкомпонентная цифровая система для стыковки пилотируемых и грузовых космических кораблей к российскому сегменту Международной космической станции (МКС), пассивная часть «Курс-П» которой будет устанавливаться на МКС, а активная «Курс-А» — на причаливаемые к ней корабли, с 2018 года. «Курс-МКП» состоит из отдельных конструктивно законченных модулей, и работает на расстоянии до 200 километров. Аппаратура приспособлена для работы не только в герметичных отсеках МКС, но и в условиях возможной разгерметизации. Новая аппаратура легче и в три раза экономичнее по энергопотреблению, чем аналог предыдущего поколения.

### «Курс-Л»
Система «Курс-Л» разрабатывается для перспективного российского пилотируемого корабля «Федерация». Новая радиотехническая система создаётся для работы не только в околоземном пространстве, но и на орбите Луны. Выход опытного образца на испытания планируется после 2021 года.

Новая система будет легче, компактнее и сможет противостоять радиационным нагрузкам. Будет построена по модульному принципу. Планируется создать два варианта системы: упрощённый — измеритель параметров сближения для стыковки на околоземной орбите, и более сложный вариант для обеспечения операций сближения и стыковки космических кораблей на орбите Луны.

### «Курс-АТV»
С 2000 года велись работы по созданию на базе аппаратуры «Курс» системы независимого мониторинга процесса сближения и стыковки Автоматического Грузового Корабля (АГК) ATV разработки Европейского Космического Агентства (ЕКА) ESA с Международной Космической Станцией МКС. В аппаратуре обеспечена обработка информации с использованием спецвычислителя собственной разработки. Широко использована передовая зарубежная элементная база. В 2004 г. прошли успешные наземные испытания аппаратуры «Курс-АTV» как автономно, так и в составе корабля ATV.

### «Курс-35»
На базе системы сближения «Курс» разрабатывалась аппаратура стыковки для многоразового космического корабля «Буран» («Курс-35»). Эта система сближения включала в себя активный и пассивный комплекты аппаратуры «Курс», а также оптический канал «Курс-О», который должен был обеспечивать причаливание на последних 30 метрах.